# Pleonotoma echitidea
Pleonotoma echitidea là một loài thực vật có hoa trong họ Chùm ớt. Loài này được Sprague & Sandwith miêu tả khoa học đầu tiên năm 1934.